# 茨城県道299号里見南中郷停車場線

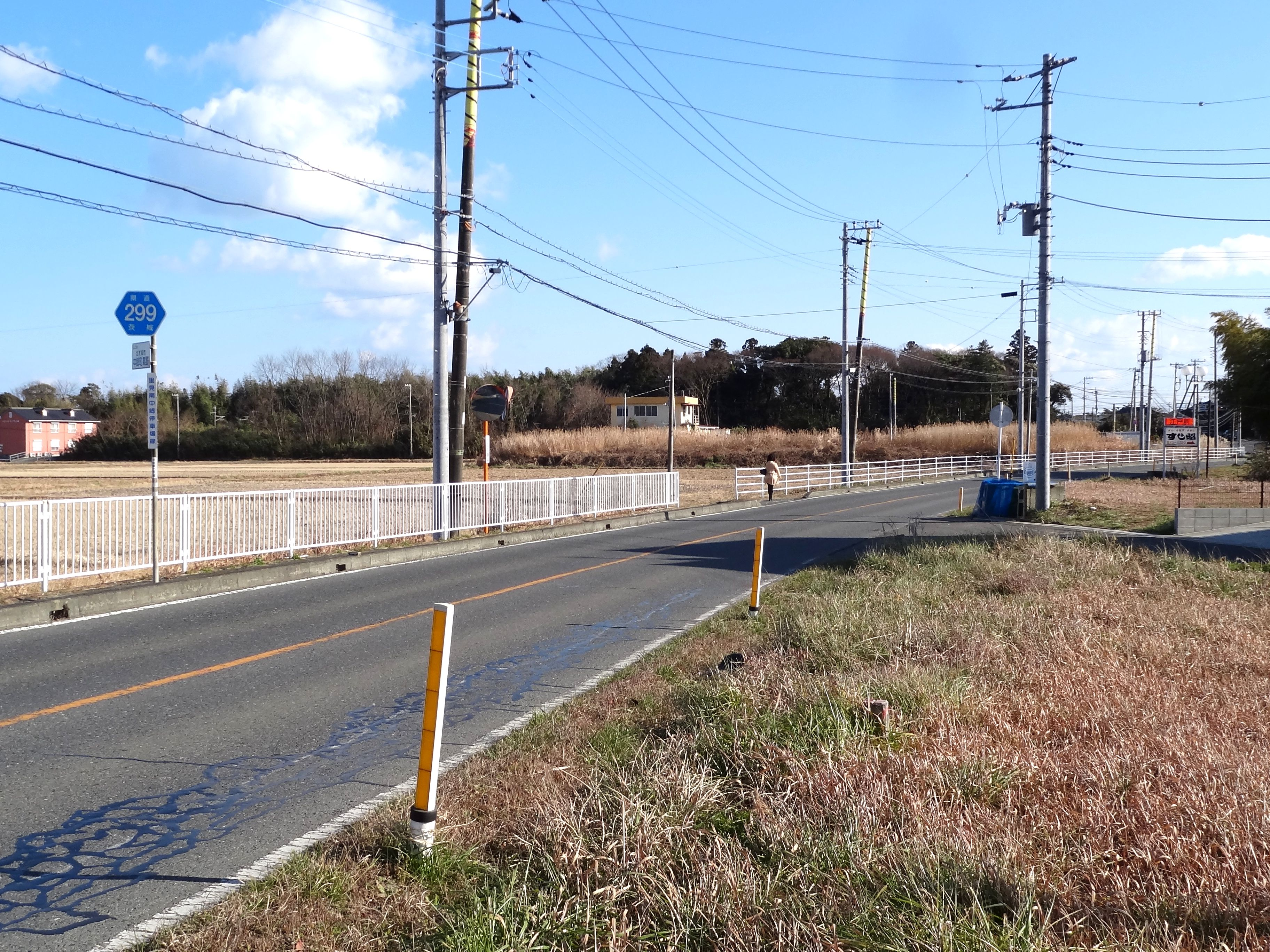
北茨城市中郷町粟野付近

茨城県道299号里見南中郷停車場線（いばらきけんどう299ごう さとみみなみなかごうていしゃじょうせん）は、茨城県北茨城市内を通る県道でJR常磐線南中郷駅に接続する道路である。

## 概要
茨城県北茨城市華川町小豆畑を起点とし、同市磯原町木皿 - 同市中郷町日棚を経由して北茨城市中郷町小野矢指の国道6号交点（中里ニュータウン入口交差点）に接続し、国道6号と重複して南下し、JR南中郷駅の東側にある駅入口交差点から南中郷駅を結ぶ区間の一般県道である。中間部は茨城県道10号日立いわき線と重複する。

### 路線データ
- 起点：茨城県北茨城市華川町小豆畑字里見1110番（茨城県道153号水沼磯原線交点）[1]
- 終点：茨城県北茨城市中郷町小野矢指208番（南中郷駅東側）[1]
- 総延長：9.274 km[2]
- 重用延長：なし[2]
- 未供用延長：なし[2]
- 実延長：9.274 km[2]
- 自動車交通不能区間延長[注釈 1]：なし[2]

## 歴史
1972年（昭和47年）3月1日、前身にあたる里見磯原線（整理番号189）、下君田中郷停車場線（整理番号190）を路線廃止し、里見磯原線の一部区間（北茨城市華川町大字小豆畑字里見 - 同市磯原町木皿）と、下君田南中郷停車場線の一部区間（北茨城市中郷町大字日棚 - 同市中郷町小野矢指 南中郷停車場）を統合して、日立いわき線（整理番号1）の一部（北茨城市磯原町木皿 - 同市中郷町日棚）を重用する区間をもって、北茨城市華川町大字小豆畑字里見を起点とし、北茨城市中郷町字小野矢指の南中郷停車場に至る区間について茨城県が路線認定した一般県道である。1995年（平成7年）の茨城県道の路線再編が行われた際に整理番号が変更されて、整理番号189から整理番号299となり、現在に至る。

### 年表
- 1910年（明治43年）2月1日：南中郷駅が開業する。
- 1959年（昭和34年）10月14日
現在の路線の前身である県道里見磯原線（北茨城市内野町字里見の県道水沼磯原線分岐から北茨城市磯原町の県道水沼磯原線交点まで、図面対照番号130）と、県道下君田南中郷停車場線（高萩市大字下君田の県道徳田高萩線分岐から北茨城市小野矢指町の南中郷停車場まで、図面対照番号131）が路線認定される[3][4]。
- 1972年（昭和47年）3月1日
  - 現在の路線である里見南中郷停車場線（整理番号189）として路線認定される[5]。
  - 北茨城市華川町大字小豆畑字里見 - 同市中郷町字小野矢指の区間（延長13.798 km）を道路区域に決定、供用開始[1]。
  - 前身にあたる里見磯原線（北茨城市内野町字里見 - 同市磯原町、整理番号189）、下君田南中郷停車場線（高萩市大字下君田 - 北茨城市小野矢指町 南中郷停車場、整理番号190）を廃止[6]。
- 1982年（昭和57年）5月13日：北茨城市中郷町小野矢指地内（南中郷郵便局 - 国道6号・中郷ニュータウン入口）の新道（約0.17 km）が開通[7]。
- 1986年（昭和61年）9月8日：北茨城市中郷町小野矢指地内の旧道（257 m）が指定解除され北茨城市道へ降格。国道6号重複ルートになる[8]。
- 1995年（平成7年）3月30日：整理番号189から現在の番号（整理番号299）に変更される[9]。
- 1997年（平成9年）1月9日
  - 北茨城市中郷町大字日棚のバイパスを新設する道路区域（1.38 km）が追加される[10]。
  - 同バイパスの一部が供用開始される[11]。
- 2000年（平成12年）10月30日：北茨城市中郷町日棚のバイパスが開通[12]。
- 2008年（平成20年）3月3日：北茨城市中郷町日棚地内の旧道（963 m）が指定解除され北茨城市道へ降格[13]。

## 路線状況
中間部は茨城県道10号日立いわき線と重複するため、単独区間は華川町小豆畑 - 磯原町木皿の約5 km程の北側区間と、中郷町日棚 - 中郷町小野矢指の約4 km程の南側区間に分けることができる。
道路法の規定に基づき、北茨城市中郷町日棚（北茨城市道交差） - 同市中郷町粟野（北茨城市道交差）間は、緊急輸送道路として機能を維持するため、災害発生時の被害拡大防止を目的に道路用地内に電柱を建てることが制限されている。

### 道路施設
- 新塩田橋（塩田川、北茨城市中郷町粟野 - 中郷町小野矢指）
- 日棚橋（塩田川、北茨城市中郷町日棚 - 南郷町粟野）
- 堰場橋（塩田川、北茨城市中郷町日棚）

### 重複区間
- 茨城県道10号日立いわき線（北茨城市磯原町木皿の県道北茨城大子線交点 - 同市中郷町日棚の分岐）
- 国道6号（北茨城市中郷町小野矢指の中里ニュータウン入口交差点 - 同所の駅入口交差点）[8]

## 地理

### 通過する自治体
- 茨城県北茨城市

### 交差する道路
- 茨城県道10号日立いわき線（北茨城市磯原町木皿・中郷町日棚）
- 茨城県道22号北茨城大子線（北茨城市磯原町木皿・中郷町松井）
- 国道6号（北茨城市中郷町小野矢指）

### 沿線
- 南中郷郵便局（中郷町小野矢指）
- JR常磐線
  - 南中郷駅（中郷町小野矢指）